# روبنس (بازیکن فوتبال، زاده ۱۹۲۸)
روبنس ژوزوئه ده کوستا (پرتغالی: Rubens; ۲۴ نوامبر ۱۹۲۸ – ۳۱ مهٔ ۱۹۸۷) بازیکن فوتبال اهل برزیل بود.
از باشگاه‌هایی که در آن بازی کرده‌است می‌توان به باشگاه ورزشی پورتوگیزا، باشگاه فوتبال رد بول براگانتینو، باشگاه ورزشی واسکو دوگاما، و باشگاه فوتبال فلامینگو اشاره کرد.
وی همچنین در تیم ملی فوتبال برزیل بازی کرده‌است.